# 河﨑医療技術専門学校
河﨑医療技術専門学校（かわさきいりょうぎじゅつせんもんがっこう）は、学校法人河﨑学園が運営する大阪府貝塚市にある専修学校である。
大阪河﨑リハビリテーション大学の設立に伴い、廃校となった。

## 沿革
- 1995年 設立認可
- 1997年 開校
- 2008年 閉校

## 学科
- 理学療法学科
- 作業療法学科

## 所在地
- 〒597-0104 大阪府貝塚市水間158番地

最寄り駅は、水間鉄道水間観音駅